# Sant Esteve de Coscollola
Sant Esteve de Coscollola és una església de Lladurs (Solsonès) protegida com a Bé Cultural d'Interès Local.

## Descripció
Es tracta d'una petita capella adossada a la masia de Coscollola situada entre camps de conreu i boscos a la població de Montpol de Lladurs. La construcció consta d'una nau de planta rectangular amb coberta a doble vessant de teula àrab amb el carener descentrat de l'eix de simetria. El parament és de maçoneria de pedra arrebossada. Conserva restes romàniques. L'interior de la nau presenta decoració pictòrica en mal estat.